# Kırna
Kırna (azerbajdzjanska: Kirnə) är en ort i Azerbajdzjan.   Den ligger i distriktet Nachitjevan, i den sydvästra delen av landet, 400 km väster om huvudstaden Baku. Kırna ligger 1 108 meter över havet och antalet invånare är 1 744.
Terrängen runt Kırna är kuperad åt nordost, men åt sydväst är den platt. Närmaste större samhälle är Tazakend, 18,4 km väster om Kırna. 
Trakten runt Kırna består i huvudsak av gräsmarker. Runt Kırna är det ganska glesbefolkat, med 27 invånare per kvadratkilometer.